# Acoustic Shards
Acoustic Shards är Buckethead tjugonde soloalbum och andra speciella release. Den består av akustiska inspelningar utgallrade från band som spelades in, enligt uppgift år 1991. Albumet betraktas mer som en särskild övergång snarare än hans senaste insats.
Albumet släpptes den 31 maj från Jas Obrecht, genom sitt skivbolag Avabella, som också släppte DVD Young Buckethead Vol. 1 och Young Buckethead Vol. 2.

## Låtlista
| Nr           | Titel                                 | Längd |
| ------------ | ------------------------------------- | ----- |
| 1.           | For Mom (Tidiga Version)              | 2:39  |
| 2.           | Who Me? (Tidiga Version)              | 3:02  |
| 3.           | Little Gracie                         | 2:11  |
| 4.           | Ed's Rhapsody / Midnight Dance / Jars | 2:55  |
| 5.           | Ganryu Island / Sasaki's Gone         | 2:14  |
| 6.           | Ghosts Upstairs                       | 2:39  |
| 7.           | Spirals                               | 3:48  |
| 8.           | Cubes, Chunks & Crumbles              | 3:27  |
| 9.           | Thugs                                 | 7:38  |
| 10.          | Dinging / Ah-Ji-Jee                   | 2:38  |
| 11.          | Johnny                                | 2:17  |
| 12.          | Stay Out of the Shed                  | 3:00  |
| 13.          | Serape                                | 1:46  |
| 14.          | Longing                               | 10:33 |
| 15.          | Box Elders                            | 1:14  |
| Total längd: | Total längd:                          | 52:01 |

## Trivia
- På den första pressningar av Acoustic Shards, spår 2 och 3 återförs i låtlistan, och Sasaki's Gone var felstavat som Saskia's Gone. Enligt Jas Obrecht, kommer dessa fel skall avhjälpas på pressningar av albumet.
- Vid cirka 0:38 i Little Gracie, ordet "Oj ..." kan höras, liksom andra otydligare talar från spåret tidpunkten 0:33 till 0:40.

## Lista på medverkande
- Buckethead - Akustisk gitarr